# Alvo de tiro

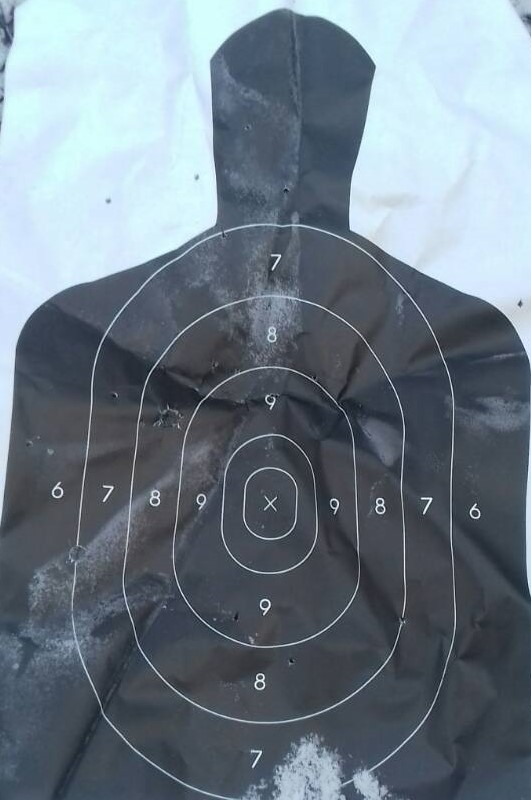
Destino de papel

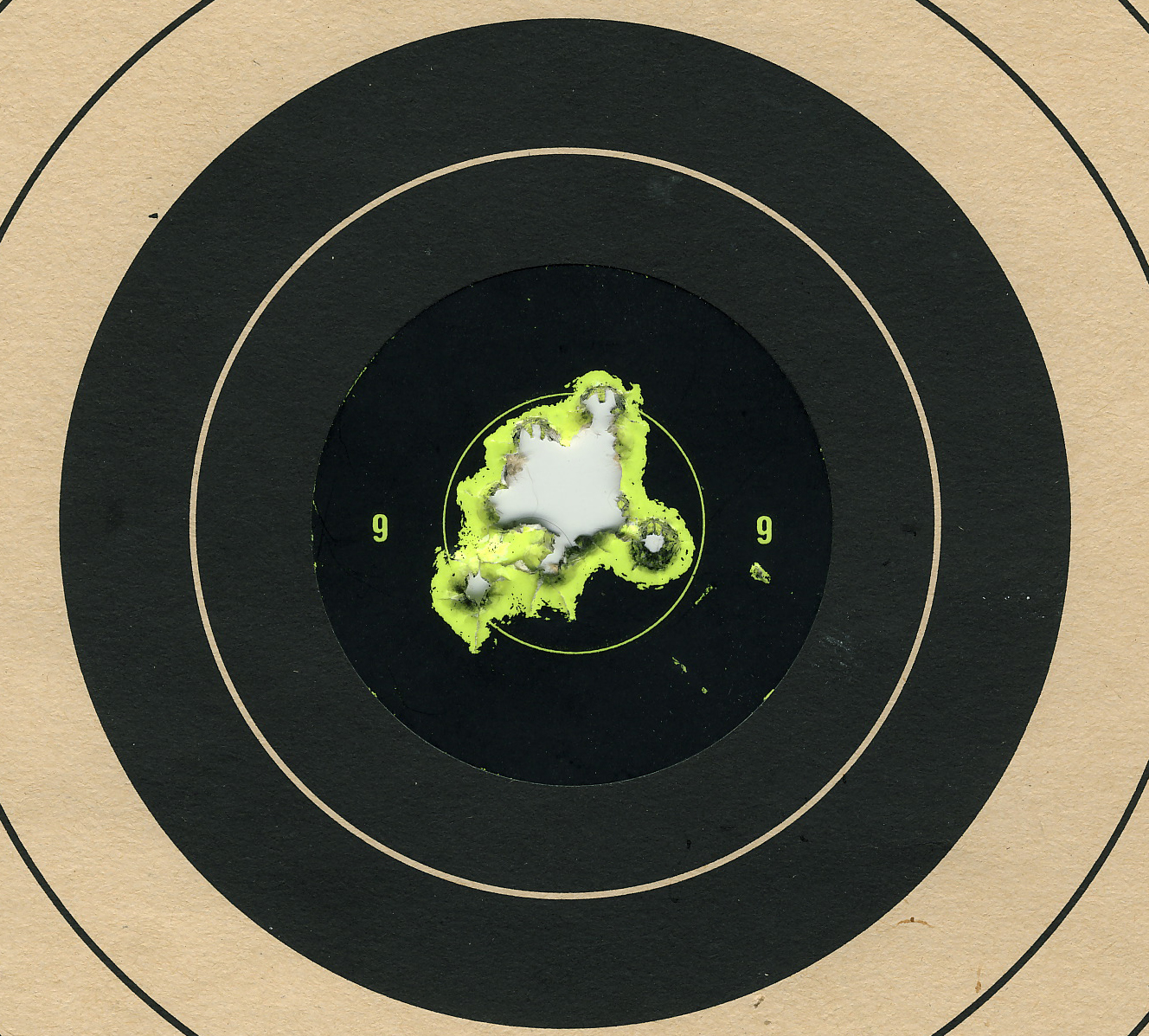
Um alvo de tiro atingido por disparos de um rifle Savage 10FP em .223 Remington. Foram 25 tiros a 91 metros usando uma bala Sierra MatchKing de 4,47 gramas (69 gr). Todos os acertos dentro de uma "mosca" de.

Alvo de tiro é a designação genérica para objetos de várias aparências e formatos usados para serem atingidos em esportes de tiro, de pistola, rifle, espingarda, tiro com arco, tiro com dardo, e outros esportes, não necessariamente relacionados a armas de fogo.
O centro do alvo, na língua portuguesa, é referenciado coloquialmente como "mosca" e "bull's-eye" na língua inglêsa.
Quanto à constituição, os alvos de tiro podem, por exemplo, ser feitos de papel, borracha "autorreparável", mistura de betume com calcário (do popular "tiro ao prato") ou aço. Existem também alvos eletrônicos que podem fornecer ao atirador um feedback preciso e instantâneo da localização do tiro no alvo.